# استفانو گیدونی
استفانو گیدونی (انگلیسی: Stefano Guidoni؛ زادهٔ ۲۷ اکتبر ۱۹۷۱) بازیکن فوتبال اهل ایتالیا است.
از باشگاه‌هایی که در آن بازی کرده‌است می‌توان به باشگاه فوتبال هلاس ورونا، باشگاه فوتبال پروجا، باشگاه فوتبال کوزنتسا کالچو، باشگاه فوتبال یوونتوس، باشگاه فوتبال کرمونزه، باشگاه فوتبال سالرنیتانا، باشگاه فوتبال ونتزیا، باشگاه فوتبال مونتسا، باشگاه فوتبال رجانا، باشگاه فوتبال آولینو، و باشگاه فوتبال پالرمو اشاره کرد.